# Frederick Montizambert
Frederick Montizambert (3 février 1843 à Québec au Canada-Est - 2 novembre 1929 à Ottawa au Canada) est un médecin et fonctionnaire canadien.
Il fut le premier directeur général de la santé publique au Canada et une sommité mondiale dans le domaine de la santé publique.

## Biographie
Il est le fils d'Edward Lewis Montizambert et de Lucy Bowen. Il est un descendant de Pierre Boucher et le petit-fils de Edward Bowen. Il fait ses études au High School of Montreal et au Upper Canada College de 1856 à 1859. Il étudie la médecine à l'Université Laval de 1859 à 1861, puis à l'Université d'Édimbourg pendant trois ans et obtient son doctorat en médecine en 1865. Il revient au Québec en 1865 et épouse Mary Jane Walker, la fille de William Walker qui est membre du Conseil législatif du Québec de 1842 à 1863.
Il n'est pas intéressé par la pratique privée, mais travaille plutôt dans le domaine de la santé publique en tant que directeur médical de la station de quarantaine de Grosse Isle. Il occupe ce poste pendant trente ans. En 1894, il est également nommé surintendant des stations de quarantaine canadiennes. En 1899, il est nommé directeur général de la santé publique au Canada. Il prend sa retraite en 1920.
En 1867, il adhère à l'Association médicale canadienne et en est le président de 1907 à 1908. En 1890, il est élu président de l'Association américaine de santé publique (en).
Il est fait compagnon de l'Ordre du service impérial en 1903 et compagnon de l'Ordre de Saint-Michel et Saint-Georges en 1916. En 2001, il est intronisé au Temple de la renommée médicale canadienne.

## Source
- Biographie de Frederick Montizambert, dans le Dictionnaire biographique du Canada